# Pleosporàcies
Les pleosporàcies (Pleosporaceae) són una família de fongs ascomicots de l'ordre dels pleosporals (Pleosporales). Algunes espècies són fitopatògens. La relació taxonòmica d'aquesta família amb els seus gèneres associats encara no està determinada.

## Taxonomia
La família Pleosporaceae inclou 23 gèneres (entre parèntesis el nombre d'espècies):
- Allonecte Syd. (3)
- Alternaria Nees (ca. 360)
- Bipolaris Shoemaker (69)
- Clathrospora Rabenh. (20)
- Comoclathris Clem. (30)
- Curvularia Boedijn (119)
- Decorospora Inderb., Kohlm. & Volkm. -Kohlm. (1)
- Diademosa Shoemaker & C.E. Babc. (4)
- Dichotomophthora Mehrl. & Fitzp. ex P.N. Rao (6)
- Exserohilum K.J. Leonard & Suggs (ca. 30)
- Extrawettsteinina M.E. Barr (4)
- Gibbago E.G. Simmons (1)
- Johnalcornia Y.P. Tan & R.G. Shivas (1)
- Paradendryphiella Woudenberg & Crous (2)
- Platysporoides (Wehm.) Shoemaker & C.E. Babc. (11)
- Pleoseptum A.W. Ramaley & M.E. Barr (1)
- Porocercospora Amaradasa, Amundsen, Madrid & Crous (1)
- Prathoda Subram. (2)
- Pseudoyuconia Lar.N. Vassiljeva (1)
- Pyrenophora Fr. (= Marielliottia Shoemaker) (ca. 95)
- Stemphylium Wallr. (ca. 96)
- Tamaricicola Thambug., Camporesi & K.D. Hyde (1)
- Typhicola Crous (1)